# Roche-le-Peyroux
Roche-le-Peyroux (Ròcha lo Peiros auf Okzitanisch) ist eine französische Gemeinde mit 98 Einwohnern (Stand 1. Januar 2022) im Département Corrèze in der Region Nouvelle-Aquitaine.

## Geografie
Die Gemeinde liegt im Zentralmassiv rechtsseitig an der Mündung der Diège in die Dordogne.
Tulle, die Präfektur des Départements, liegt ungefähr 70 Kilometer südwestlich, Ussel etwa 18 Kilometer nördlich und Bort-les-Orgues rund 15 Kilometer südöstlich.
Nachbargemeinden von Roche-le-Peyroux sind Saint-Victour im Norden, Margerides im Nordosten, Sarroux-Saint Julien mit Saint-Julien-près-Bort im Osten, Saint-Pierre im Süden sowie Sainte-Marie-Lapanouze im Westen.

### Verkehr
Der Ort liegt ungefähr 18 Kilometer südöstlich der Abfahrt 23 der Autoroute A89.

## Wappen
Beschreibung: In Blau ein durchgehendes goldenes gemeines Kreuz, darin mittig eine rote liegende Mondsichel.

## Einwohnerentwicklung
| Jahr      | 1962 | 1968 | 1975 | 1982 | 1990 | 1999 | 2007 | 2017 |
| Einwohner | 95   | 124  | 77   | 93   | 79   | 84   | 85   | 96   |

## Sehenswürdigkeiten
Die Diège-Talsperre Barrage des Chaumettes liegt ca. drei Kilometer leicht nordwestlich.